# Иллюзия контроля
Иллюзия контроля — одно из когнитивных искажений, выражающееся в тенденции людей верить в то, что они каким-либо образом могут влиять на события, которые объективно от них не зависят или зависят в гораздо меньшей степени. Эффект проявляется, когда человек заинтересован в положительном исходе события и как-либо вовлечён в событие или ему заранее известен благоприятный исход.
Наблюдается также и обратный эффект — в некоторых случаях люди склонны недооценивать уровень своего контроля над исходом события.
Наряду с эффектом сверхуверенности и отклонением, связанным с оптимизмом, иллюзия контроля является одной из позитивных иллюзий.

## История исследования
Термин был введён в 1975 году американским психологом Эллен Лангер, которая изучала, насколько люди уверены в результате исхода событий в зависимости от собственных действий. В одном из таких экспериментов продавались лотерейные билеты. Одним испытуемым было предложено выбрать лотерейный билет самостоятельно, другим выдавали лотерейные билеты без возможности выбора. За 2 дня до розыгрыша экспериментаторы предлагали обменять испытуемым свой билет на другой билет в другой лотерее с бо́льшими шансами на выигрыш. Хотя шансы на выигрыш были выше при обмене, испытуемые из группы, где была возможность выбора билета, достоверно чаще отказывались от обмена, как если бы их выбор билета влиял на вероятность выигрыша.
Этот эффект был впоследствии воспроизведён в ряде других экспериментов, например, в исследовании 1989 года было показано, что люди предпочитают сами бросать кости в казино, поскольку им кажется, что так они больше влияют на результат.

## Факторы, влияющие на иллюзию контроля
В ходе исследований был выявлен ряд факторов, которые влияют на проявление иллюзии контроля:
1. Личная вовлечённость — когда человек вовлечён в событие, вероятность проявления иллюзии контроля выше.
2. Привычность — в новых ситуациях вероятность проявления иллюзии контроля ниже.
3. Благоприятный исход — вероятность проявления иллюзии контроля выше в тех случаях, когда благоприятный исход известен заранее; если же неизвестно, какой исход будет благоприятным, то вероятность проявления иллюзии контроля ниже.
4. Направленность на успех — если исход ситуации может быть позитивным (например выигрыш денег), то вероятность проявления иллюзии контроля выше.
5. Настроение индивида — в подавленном состоянии человек менее подвержен иллюзии контроля.

## Обратный эффект
В исследовании 2010 года был продемонстрирован эффект, обратный иллюзии контроля — в некоторых ситуациях люди склонны недооценивать уровень своего контроля над исходом события. В эксперименте испытуемым предложили сыграть 40 раундов в следующую игру: на экране появлялась надпись «Старт» и в течение двух секунд можно было нажать или не нажать кнопку с четырьмя возможными исходами:
1. Кнопка была нажата, появился синий круг;
2. Кнопка не была нажата, появился синий круг;
3. Кнопка была нажата, синий круг не появился;
4. Кнопка не была нажата, синий круг не появился.

Затем испытуемым предложили оценить уровень контроля над появлением синего круга в процессе игры. В итоге испытуемые недооценивали тот уровень контроля над появлением синего круга, который у них на самом деле был.